# Matzutkehmen (Kreis Goldap)

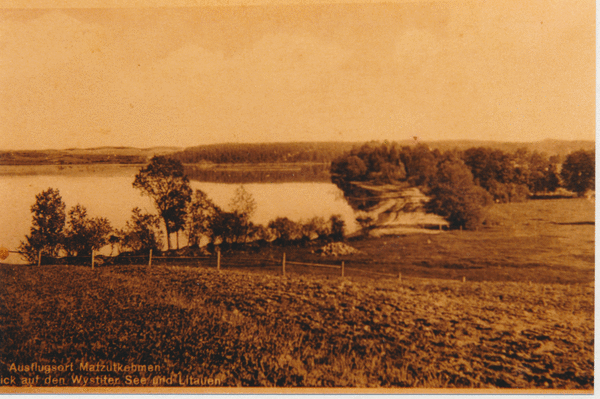
Postkarte von Matzuthmen mit Blick auf den Wyster See und Litauen

Matzutkehmen (1938 bis 1946 Wellenhausen) war ein Dorf im Landkreis Goldap und Regierungsbezirk Gumbinnen im früheren Ostpreußen. Das Dorf gehörte zum Kirchspiel Szittkehmen und befand sich ca. 29,7 km nordöstlich von Goldap.

## Geschichte
Matzutkehmen wurde am 18. März 1874 in den neu errichteten Amtsbezirk Kallweitschen (1938 bis 1946 Kornberg, russisch: Priosjornoje, nicht mehr existent) eingegliedert, der zum Landkreis Goldap im Regierungsbezirk Gumbinnen der preußischen Provinz Ostpreußen gehörte.
Aufgrund seiner Lage direkt am Ufer des Wystiter See und damit an der Grenze zwischen dem damaligen Ostpreußen und Litauen wurde häufig Schmuggelware über den See transportiert. Im Verlauf des Zweiten Weltkrieges wurde das Dorf komplett zerstört und nicht wieder aufgebaut.

## Einwohner
- 1822:  87 Einwohner[4]
- 1933: 211 Einwohner
- 1939: 190 Einwohner

## Geographische Lage
Das Dorf lag am westlichen Ufer des Wystiter See im nördlichen Teil des damaligen Ostpreußen, das sich heute in der Oblast Kaliningrad (Gebiet Königsberg (Preußen)) befindet. Die Ortsstelle läge heute im Gebiet der Landgemeinde Prigorodnoje (Petrikatschen, 1938–1946 Schützenort), die zum Rajon Nesterow (Landkreis Stallupönen, 1939 bis 1945 Landkreis Ebenrode)  gehört.

## Kirche
Matzutkehmen (Wellenhausen) mit seiner überwiegend evangelischen Bevölkerung gehörte bis 1945 zum Kirchspiel Szittkehmen (1936–1938 Schittkehmen, 1938–1946 Wehrkirchen, heute polnisch: Żytkiejmy) im Kirchenkreis Goldap (polnisch: Gołdap) innerhalb der Kirchenprovinz Ostpreußen der Kirche der Altpreußischen Union.

## Ortsname
Frühere Ortsnamen sind:
- ab 1557: Maschutkeinen
- ab 1565: Masutkiem
- ab 1589: Massutkemen
- ab 1740: Matzudkehmen
- ab 1785: Matzutschen
- 1905–1907: Matzuttkehmen
- bis 15. Juli 1938: Matzutkehmen
- ab 16. Juli 1938: Wellenhausen